# Wellington Ramírez
Wellington Moisés Ramírez Preciado, noto semplicemente come Wellington Ramírez (Guayaquil, 9 settembre 2000), è un calciatore ecuadoriano, portiere dell'Independiente del Valle e della nazionale ecuadoriana.

## Carriera

### Club
Cresciuto nelle giovanili dell'Independiente del Valle, il 30 gennaio 2019 si trasferisce alla Real Sociedad con la formula del prestito, venendo assegnato alla squadra B.
A fine anno viene ampliato il prestito sino al 31 dicembre 2019 con una clausola d'acquisto in favore della società basca, che tuttavia è stata ufficialmente declinata il 10 dicembre.

### Nazionale
Con la nazionale Under-20 ecuadoriana ha preso parte al Sudamericano Under-20 2019 ed al Mondiale Under-20 del medesimo anno.
Nel 2021 ha esordito con la nazionale maggiore nel successo per 3-0 contro la Bolivia, con la quale ha poi anche partecipato ai Mondiali del 2022.

## Statistiche
Statistiche aggiornate al 24 gennaio 2019.

### Cronologia presenze e reti in nazionale
| Cronologia completa delle presenze e delle reti in nazionale ― Ecuador | Cronologia completa delle presenze e delle reti in nazionale ― Ecuador | Cronologia completa delle presenze e delle reti in nazionale ― Ecuador | Cronologia completa delle presenze e delle reti in nazionale ― Ecuador | Cronologia completa delle presenze e delle reti in nazionale ― Ecuador | Cronologia completa delle presenze e delle reti in nazionale ― Ecuador | Cronologia completa delle presenze e delle reti in nazionale ― Ecuador | Cronologia completa delle presenze e delle reti in nazionale ― Ecuador |
| Data                                                                   | Città                                                                  | In casa                                                                | Risultato                                                              | Ospiti                                                                 | Competizione                                                           | Reti                                                                   | Note                                                                   |
| ---------------------------------------------------------------------- | ---------------------------------------------------------------------- | ---------------------------------------------------------------------- | ---------------------------------------------------------------------- | ---------------------------------------------------------------------- | ---------------------------------------------------------------------- | ---------------------------------------------------------------------- | ---------------------------------------------------------------------- |
| 7-10-2021                                                              | Guayaquil                                                              | Ecuador                                                                | 3 – 0                                                                  | Bolivia                                                                | Qual. Mondiali 2022                                                    | -                                                                      |                                                                        |
| 10-10-2021                                                             | Caracas                                                                | Venezuela                                                              | 2 – 1                                                                  | Ecuador                                                                | Qual. Mondiali 2022                                                    | -2                                                                     |                                                                        |
| 24-3-2023                                                              | Sydney                                                                 | Australia                                                              | 3 – 1                                                                  | Ecuador                                                                | Amichevole                                                             | -3                                                                     |                                                                        |
| 17-6-2023                                                              | Harrison                                                               | Ecuador                                                                | 1 – 0                                                                  | Bolivia                                                                | Amichevole                                                             | -                                                                      |                                                                        |
| 12-10-2023                                                             | La Paz                                                                 | Bolivia                                                                | 1 – 2                                                                  | Ecuador                                                                | Qual. Mondiali 2026                                                    | -1                                                                     |                                                                        |
| 17-10-2023                                                             | Quito                                                                  | Ecuador                                                                | 0 – 0                                                                  | Colombia                                                               | Qual. Mondiali 2026                                                    | -                                                                      |                                                                        |
| Totale                                                                 |                                                                        | Presenze                                                               | 6                                                                      |                                                                        | Reti                                                                   | -6                                                                     |                                                                        |

| Cronologia completa delle presenze e delle reti in nazionale ― Ecuador under 20 | Cronologia completa delle presenze e delle reti in nazionale ― Ecuador under 20 | Cronologia completa delle presenze e delle reti in nazionale ― Ecuador under 20 | Cronologia completa delle presenze e delle reti in nazionale ― Ecuador under 20 | Cronologia completa delle presenze e delle reti in nazionale ― Ecuador under 20 | Cronologia completa delle presenze e delle reti in nazionale ― Ecuador under 20 | Cronologia completa delle presenze e delle reti in nazionale ― Ecuador under 20 | Cronologia completa delle presenze e delle reti in nazionale ― Ecuador under 20 |
| Data                                                                            | Città                                                                           | In casa                                                                         | Risultato                                                                       | Ospiti                                                                          | Competizione                                                                    | Reti                                                                            | Note                                                                            |
| ------------------------------------------------------------------------------- | ------------------------------------------------------------------------------- | ------------------------------------------------------------------------------- | ------------------------------------------------------------------------------- | ------------------------------------------------------------------------------- | ------------------------------------------------------------------------------- | ------------------------------------------------------------------------------- | ------------------------------------------------------------------------------- |
| 14-11-2018                                                                      | Barquisimeto                                                                    | Perù under 20                                                                   | 2 – 0                                                                           | Ecuador under 20                                                                | Amichevole                                                                      | -2                                                                              | cap.                                                                            |
| 16-11-2018                                                                      | Barquisimeto                                                                    | Venezuela under 20                                                              | 0 – 1                                                                           | Ecuador under 20                                                                | Amichevole                                                                      | -                                                                               | 89’                                                                             |
| 18-1-2019                                                                       | Talca                                                                           | Ecuador under 20                                                                | 3 – 0                                                                           | Paraguay under 20                                                               | Sudamericano Sub-20 2019 - 1º turno                                             | -                                                                               |                                                                                 |
| 20-1-2019                                                                       | Curicó                                                                          | Uruguay under 20                                                                | 3 – 1                                                                           | Ecuador under 20                                                                | Sudamericano Sub-20 2019 - 1º turno                                             | -3                                                                              |                                                                                 |
| 22-1-2019                                                                       | Talca                                                                           | Argentina under 20                                                              | 0 – 1                                                                           | Ecuador under 20                                                                | Sudamericano Sub-20 2019 - 1º turno                                             | -                                                                               |                                                                                 |
| 24-1-2019                                                                       | Curicó                                                                          | Perù under 20                                                                   | 1 – 3                                                                           | Ecuador under 20                                                                | Sudamericano Sub-20 2019 - 1º turno                                             | -1                                                                              |                                                                                 |
| 29-1-2019                                                                       | Rancagua                                                                        | Argentina under 20                                                              | 1 – 2                                                                           | Ecuador under 20                                                                | Sudamericano Sub-20 2019 - 2º turno                                             | -1                                                                              |                                                                                 |
| 1-2-2019                                                                        | Rancagua                                                                        | Ecuador under 20                                                                | 0 – 1                                                                           | Uruguay under 20                                                                | Sudamericano Sub-20 2019 - 2º turno                                             | -1                                                                              |                                                                                 |
| 4-2-2019                                                                        | Rancagua                                                                        | Ecuador under 20                                                                | 1 – 0                                                                           | Colombia under 20                                                               | Sudamericano Sub-20 2019 - 2º turno                                             | -                                                                               |                                                                                 |
| 7-2-2019                                                                        | Rancagua                                                                        | Ecuador under 20                                                                | 0 – 0                                                                           | Brasile under 20                                                                | Sudamericano Sub-20 2019 - 2º turno                                             | -                                                                               |                                                                                 |
| 10-2-2019                                                                       | Rancagua                                                                        | Venezuela under 20                                                              | 0 – 3                                                                           | Ecuador under 20                                                                | Sudamericano Sub-20 2019 - 2º turno                                             | -                                                                               |                                                                                 |
| 23-5-2019                                                                       | Bydgoszcz                                                                       | Giappone under 20                                                               | 1 – 1                                                                           | Ecuador under 20                                                                | Mondiali Under-20 2019 - 1º turno                                               | -1                                                                              |                                                                                 |
| 26-5-2019                                                                       | Bydgoszcz                                                                       | Ecuador under 20                                                                | 0 – 1                                                                           | Italia under 20                                                                 | Mondiali Under-20 2019 - 1º turno                                               | -1                                                                              |                                                                                 |
| 29-5-2019                                                                       | Gdynia                                                                          | Ecuador under 20                                                                | 1 – 0                                                                           | Messico under 20                                                                | Mondiali Under-20 2019 - 1º turno                                               | -                                                                               | 90’                                                                             |
| 3-6-2019                                                                        | Lublino                                                                         | Uruguay under 20                                                                | 1 – 3                                                                           | Ecuador under 20                                                                | Mondiali Under-20 2019 - Ottavi di finale                                       | -1                                                                              |                                                                                 |
| 8-6-2019                                                                        | Gdynia                                                                          | Stati Uniti under 20                                                            | 1 – 2                                                                           | Ecuador under 20                                                                | Mondiali Under-20 2019 - Quarti di finale                                       | -1                                                                              |                                                                                 |
| 11-6-2019                                                                       | Lublino                                                                         | Ecuador under 20                                                                | 0 – 1                                                                           | Corea del Sud under 20                                                          | Mondiali Under-20 2019 - Semifinale                                             | -1                                                                              |                                                                                 |
| 14-6-2019                                                                       | Gdynia                                                                          | Italia under 20                                                                 | 0 – 1 dts                                                                       | Ecuador under 20                                                                | Mondiali Under-20 2019 - Finale 3º posto                                        | -                                                                               |                                                                                 |
| Totale                                                                          |                                                                                 | Presenze                                                                        | 18                                                                              |                                                                                 | Reti                                                                            | -13                                                                             |                                                                                 |

## Palmarès

### Club

#### Competizioni nazionali
- Campionato ecuadoriano: 1

Indep. del Valle: 2021

#### Competizioni internazionali
- Coppa Sudamericana: 1

Independiente del Valle: 2022